# 女神降臨 (テレビドラマ)
『女神降臨』（めがみこうりん、原題：朝: 여신강림）は、yaongyiの同名ウェブトゥーンを原作とする2020年12月9日から2021年2月4日までtvNで放送された韓国のテレビドラマである。楽天VIKIを通じて全世界でストリーミング配信された。

## あらすじ
女子高生のイム・ジュギョンは外見にコンプレックスを持っているが、YouTubeでメイクをマスターしたことをきっかけに女神に変身するラブコメディー。メイクの腕前で女神になった彼女は、死んでもすっぴんはバレたくないと思っていた。そんな彼女の姿を唯一見たのがイ・スホ。彼は人知れぬ心の傷を抱えているためにクールに見えるが、実はとても思いやりのある魅力的なハンサムな少年。お互いの秘密を共有して愛を見つけていく中で成長していく。

## キャスト

### メイン
イム・ジュギョン
演 - ムン・ガヨン
明るく楽天的な性格だが外見にコンプレックスを持っており、化粧をしていない姿を人に見られたくないと考えている女子高生。YouTubeでメイクをマスターしたことをきっかけに学校で人気の"女神"となり、人気インフルエンサーになる。
ソジュンと付き合っていると何回も噂されているが、こっそりスホと付き合っている。
スジンとスアとは行動を共にする友達である。
イ・スホ
演 - チャ・ウヌ（ASTRO）
ルックス、成績、お金、バスケットボールのスキルなど、全てがトップクラスの不愛想だがハンサムな男子高生。みんなから関心を一身に受けるが、他人には全く関心がない鉄壁男子。ジュギョンのすっぴんを簡単に見抜いた。人知れぬ心の傷を抱えている。
ジュギョンのことが大好きで、ジュギョンの彼氏。
ソジュンとは、仲が悪かった時期が合ったがお互いをわかり合い仲良くなった。
ソジュンとは恋敵だがとても仲はいい
ハン・ソジュン
演 - ファン・イニョプ
アイドルを目指していた過去があり、完璧なプロポーションを誇る荒い野生馬。スホと因縁がある。完璧なスタイルと魅力的なビジュアル、そして見た目とはギャップのある心温かい魅力を兼ね備えた人物。ジュギョンと何回も付き合っているのではないかと噂された。
ジュギョンは友達だと思っているが、高校生時代からジュギョンに片思い。
家族思いで優しい一面がある。
カン・スジン
演 - パク・ユナ
裕福な家庭に生まれた天然美人。スホに片思いしている。
スホとは10年来の家族ぐるみの付き合い。優等生でスホと成績を競っているが、いつも負け、医者である父親から怒られている。
先生たちからは、スホと付き合っていると勘違いされていて「数学の天才カップル」と言われている。

### その他
イム・ヒギョン
演 - イム・セミ
ジュギョンの姉、一家の長子。母から気に入られている。
スホの父が代表を務めるムーブエンターテインメントに勤務しており、家のために熱心に働く。
ジュギョンの担任教師のハン・ジュヌと付き合い、後に結婚する。
イム・ジェピル
演 - パク・ホサン
ジュギョンとヒギョンの父。
友人に騙され多額の借金を負い、借金のカタに自宅まで奪われた。
イ・ジュホン
演 - チョン・ジュノ
スホの父。元祖韓流スターにして、芸能事務所ムーブエンターテインメントの代表。
スホと仲良くしたいが、スホを食事に誘っても無視されてしまうため、仲良くできない。
チョン・セヨン
演 - チャニ
スホ、ソジュンとかつて三銃士を組んだ親友で、人気アイドル。
学暴騒動が持ち上がり、ネットで炎上。それを気に病み自死を選ぶ。スホの心の傷の原因。

## 製作
2019年7月、ウェブトゥーン『女神降臨』がドラマ化されることが発表された。
2020年8月12日、主演のムン・ガヨン、チャ・ウヌ、ファン・イニョプの出演を発表し、13日にはイム・セミ、9月2日にはチョン・ジュノの出演も発表された。
10月12日に1回の台本の読み合わせが行われた。
同月23日にはムービングポスター、29日にはムン・ガヨン、チャ・ウヌ、ファン・イニョプ、パク・ユナのキャラクターポスター、11月5日には第1弾予告映像、11日にはメインポスター、12日にはチャ・ウヌの初のスチールカット、13日にはポスター撮影のビハインド映像とファン・イニョプの撮影のスチールカット第1弾が公開された。

## 視聴率
| Ep.    | 放送日         | 平均オーディエンスシェア | 平均オーディエンスシェア |
| Ep.    | 放送日         | 全国                     | ソウル                   |
| ------ | -------------- | ------------------------ | ------------------------ |
| 第1話  | 2020年12月9日  | 3.573％                  | 4.056％                  |
| 第2話  | 2020年12月10日 | 3.626％↑                 | 3.963％↓                 |
| 第3話  | 2020年12月16日 | 3.813％↑                 | 4.717％↑                 |
| 第4話  | 2020年12月17日 | 3.586％↓                 | 3.824％↓                 |
| 第5話  | 2020年12月23日 | 3.859％↑                 | 4.293％↑                 |
| 第6話  | 2020年12月24日 | 3.333％↓                 | 3.724％↓                 |
| 第7話  | 2021年1月6日   | 3.892%↑                  | 4.198%↑                  |
| 第8話  | 2021年1月7日   | 2.909%↓                  | 3.003%↓                  |
| 第9話  | 2021年1月13日  | 4.265%↑                  | 4.938%↑                  |
| 第10話 | 2021年1月14日  | 3.411%↓                  | 3.870%↓                  |
| 第11話 | 2021年1月20日  | 3.850%↑                  | 4.303%↑                  |
| 第12話 | 2021年1月21日  | 3.418%↓                  | 4.069%↓                  |
| 第13話 | 2021年1月27日  | 4.000%↑                  | 4.547%↑                  |
| 第14話 | 2021年1月28日  | 4.125%↑                  | 4.802%↑                  |
| 第15話 | 2021年2月3日   | 4.579%↑                  | 5.371%↑                  |
| 第16話 | 2021年2月4日   | 4.458%↓                  | 5.087% ↓                 |

## サウンドトラック
『女神降臨』オリジナル・サウンドトラック
2021年2月5日にStone Music Entertainmentから発売されたオリジナルサウンドトラックアルバム。2021年6月2日にキングレコードより日本盤が発売された。
| #         | タイトル                                 | 作詞                                                                 | 作曲                                                                 | 歌手                             | 時間  |
| --------- | ---------------------------------------- | -------------------------------------------------------------------- | -------------------------------------------------------------------- | -------------------------------- | ----- |
| 1.        | 「Call Me Maybe」                        | KYRIELLE (FAB), IKEK (FAB), PiRi BOi (FAB), Han Hye-ji, Lee Hoo-sang | KYRIELLE (FAB), IKEK (FAB), PiRi BOi (FAB), Han Hye-ji, Lee Hoo-sang | SAya                             | 3:21  |
| 2.        | 「I'm in the Mood for Dancing」          | Ben Findon, Mike Myers, Robert Puzey                                 | Ben Findon, Mike Myers, Robert Puzey                                 | ユジュ（GFRIEND）                | 3:30  |
| 3.        | 「Happy Ending」                         | ドン・ウソク                                                         | ドン・ウソク                                                         | Car the garden                   | 3:02  |
| 4.        | 「I'm Missing You」                      | DOKO                                                                 | DOKO                                                                 | Sunjae                           | 3:02  |
| 5.        | 「그리움」(恋しさ)                       | チョン・グヒョン                                                     | チョン・グヒョン                                                     | チャニ（SF9）                    | 4:23  |
| 6.        | 「Fall in You」                          | DOKO                                                                 | DOKO                                                                 | ハ・ソンウン                     | 3:46  |
| 7.        | 「오늘이 지나기 전에」(今日が終わる前に) | Kid Wine                                                             | TOIL, Kid Wine                                                       | ヒョジン（ONF）                  | 2:35  |
| 8.        | 「Milky Way」                            |                                                                      |                                                                      | パク・セジュン, ナ・サンジン     | 2:05  |
| 9.        | 「Suspension from School」               |                                                                      |                                                                      | イ・ニョム                       | 2:06  |
| 10.       | 「Paper Flower」                         |                                                                      |                                                                      | キム・ドンヒョク, イ・テボム     | 1:45  |
| 11.       | 「Float About」                          |                                                                      |                                                                      | パク・セジュン, ユ・ヒヒョン     | 2:25  |
| 12.       | 「Stop It」                              |                                                                      |                                                                      | パク・セジュン, ナ・サンジン     | 1:49  |
| 13.       | 「Honey Drop」                           |                                                                      |                                                                      | キム・ドンヒョク, チェ・ムンソク | 1:43  |
| 14.       | 「I Warned」                             |                                                                      |                                                                      | パク・セジュン, ウ・ジフン       | 1:56  |
| 15.       | 「Strange Makeup」                       |                                                                      |                                                                      | パク・セジュン, キム・ミンジ     | 1:46  |
| 16.       | 「Two Tone Sox」                         |                                                                      |                                                                      | パク・セジュン, ソン・ジェギョン | 2:20  |
| 17.       | 「The Real World In Fairy Tales」        |                                                                      |                                                                      | イ・ニョム                       | 2:39  |
| 18.       | 「At The End of Day」                    |                                                                      |                                                                      | パク・セジュン, ナ・サンジン     | 2:23  |
| 19.       | 「Beginning of the Day」                 |                                                                      |                                                                      | パク・セジュン, キム・テファン   | 2:20  |
| 20.       | 「Into the Sorrow」                      |                                                                      |                                                                      | パク・セジュン, ウ・ジフン       | 2:45  |
| 21.       | 「Bubble Up」                            |                                                                      |                                                                      | パク・セジュン, ナ・ユンシク     | 1:22  |
| 22.       | 「My New Birth」                         |                                                                      |                                                                      | イ・ニョム                       | 2:40  |
| 23.       | 「Trouble Again」                        |                                                                      |                                                                      | ソン・ジンソク, ファン・スンピル | 1:46  |
| 24.       | 「Different Life」                       |                                                                      |                                                                      | パク・セジュン, ナ・サンジン     | 1:54  |
| 25.       | 「Feel Dizzy」                           |                                                                      |                                                                      | パク・セジュン, ユ・ヒヒョン     | 2:05  |
| 合計時間: | 合計時間:                                | 合計時間:                                                            | 合計時間:                                                            | 合計時間:                        | 61:28 |

| #         | タイトル                                    | 作詞                               | 作曲                        | 歌手                             | 時間  |
| --------- | ------------------------------------------- | ---------------------------------- | --------------------------- | -------------------------------- | ----- |
| 1.        | 「Love so Fine」                            | キム・テヨン, December 32nd, Llwyd | キム・テヨン, December 32nd | チャ・ウヌ（ASTRO）              | 3:10  |
| 2.        | 「오늘부터 시작인걸」(今日からはじまるんだ) | パク・セジュン, ハン・ジュン       | チョン・グヒョン            | ファン・イニョプ                 | 4:04  |
| 3.        | 「How Do You Do」                           | パク・セジュン, ウ・ジフン         | パク・セジュン, ウ・ジフン  | チャニ（SF9）                    | 4:17  |
| 4.        | 「Tears of the Rain」                       |                                    |                             | イ・ニョム                       | 2:34  |
| 5.        | 「You and My Secret」                       |                                    |                             | パク・セジュン                   | 2:50  |
| 6.        | 「Love Poem」                               |                                    |                             | パク・セジュン, キム・ミンジ     | 2:12  |
| 7.        | 「Do Not Cheat Again」                      |                                    |                             | パク・セジュン, ウ・ジフン       | 1:31  |
| 8.        | 「Soft Ice Cream」                          |                                    |                             | パク・セジュン, キム・テファン   | 1:52  |
| 9.        | 「Rockin Street」                           |                                    |                             | パク・セジュン, ソン・ジェギョン | 2:09  |
| 10.       | 「Mehlong」                                 |                                    |                             | キム・ドンヒョク, チェ・ムンシク | 1:48  |
| 11.       | 「Venus」                                   |                                    |                             | パク・セジュン, キム・ミンジ     | 2:09  |
| 12.       | 「No Makeup」                               |                                    |                             | パク・セジュン, キム・ジエ       | 2:06  |
| 13.       | 「This Life is Ruined」                     |                                    |                             | パク・セジュン                   | 2:03  |
| 14.       | 「BoomBoom」                                |                                    |                             | ソン・ジンスク, ファン・スンピル | 1:49  |
| 15.       | 「Mystery Box」                             |                                    |                             | パク・セジュン, ナ・サンジン     | 1:35  |
| 16.       | 「I am Screwed」                            |                                    |                             | パク・セジュン, キム・テファン   | 1:36  |
| 17.       | 「Ignore」                                  |                                    |                             | パク・セジュン, キム・ミンジ     | 3:13  |
| 18.       | 「Are You Happy」                           |                                    |                             | パク・セジュン, ユ・ヒヒョン     | 1:11  |
| 19.       | 「A Proud Man」                             |                                    |                             | パク・セジュン, ソン・ジンスク   | 1:13  |
| 20.       | 「My Fantastic Star」                       |                                    |                             | イ・ニョム                       | 2:21  |
| 21.       | 「All Day」                                 |                                    |                             | パク・セジュン, ウ・ジフン       | 2:10  |
| 22.       | 「Regret」                                  |                                    |                             | パク・セジュン, ナ・ユンシク     | 3:42  |
| 23.       | 「Love Inside」                             |                                    |                             | キム・ドンヒョク                 | 2:14  |
| 24.       | 「Electric Soul」                           |                                    |                             | パク・セジュン, ナ・サンジン     | 1:32  |
| 25.       | 「Become Goddess」                          |                                    |                             | パク・セジュン, ウ・ジフン       | 1:43  |
| 合計時間: | 合計時間:                                   | 合計時間:                          | 合計時間:                   | 合計時間:                        | 57:04 |

デジタルシングル
- 2020年12月10日　Part.1「Call Me Baby」- SAya
- 2020年12月17日　Part.2「I'm in the Mood for Dancing」- ユジュ（GFRIEND）[29]
- 2021年1月7日　Part.3「Happy Ending」- Car the garden[30]
- 2021年1月13日　Part.4「I’ｍ Missing You」- Sunjae
- 2021年1月14日　Part.5「恋しさ」 - チャニ（SF9）[31]
- 2021年1月21日　Part.6「Fall in You」- ハ・ソンウン[32]
- 2021年1月28日　Part.7「今日が過ぎる前に」- ヒョジン（ONF）[33]
- 2021年2月3日　Part.8「Love so Fine」- チャ・ウヌ（ASTRO）[34]

## 日本での放送
- Mnet（2021年）日本初放送[35]
- BS日テレ（2022年）
- KBS京都（2022年）

## 原作漫画
yaongyiにより、2018年4月2日からNAVER WEBTOONにてウェブトゥーンとして連載され、2023年に完結した。
日本においては、舞台を日本に置き換え、登場人物の名前も変更されてLINEマンガにて原作漫画を配信。2018年10月～2019年9月にかけて「毎日無料」タブ月間読者数ランキングで12ヶ月連続1位となり、人気を受けて紙版コミックスも発売された。「次にくるマンガ大賞2019 Webマンガ部門」で4位を受賞。「LINEマンガ2021年間ランキング（女性編）」では1位を獲得した。
国内で累計7億回以上（2022年7月末時点）、グローバルでは累計55億回以上（2021年4月末時点）閲覧されている。
紙版コミックス
LINE Digital Frontier〈LINEコミックス〉刊、既刊9巻
1. 2019年11月15日発売、ISBN 978-4909767851
2. 2020年6月15日発売、ISBN 978-4866970455
3. 2020年12月15日発売、ISBN 978-4866971292
4. 2021年3月15日発売、ISBN 978-4866971568
5. 2021年5月14日発売、ISBN 978-4866971735
6. 2021年7月15日発売、ISBN 978-4866971872
7. 2021年9月15日発売、ISBN 978-4866972060
8. 2021年11月15日発売、ISBN 978-4866972268
9. 2022年2月15日発売、ISBN 978-4866972428

## 朗読劇
原作漫画を元に、韓国コンテンツを取り上げるKADOKAWAが主催するイベント「MEET-K 2021 IN SAKURA TOWN～韓国オンライン漫画編～」（会場：ところざわサクラタウン）にて、2021年10月24日に朗読劇を公演。全2公演。

### キャスト（朗読劇）
- 谷川麗奈：小泉萌香
- 神田俊：梶原岳人
- 五十嵐悠：鈴木崚汰
- 川島愛美：長江里加
- 真島望帆：八木侑紀

### スタッフ（朗読劇）
- 脚本：石上加奈子
- 演出：藤原新太（オープンロード / TEAM花時。）
- 脚本協力：Queen-B
- 協力：LINEマンガ
- 制作：ソニーPCL
- 主催：KADOKAWA

## 厳選ボイス
原作漫画を元に、キャンペーン「スーパー LINEマンガ タイム」の企画のひとつ「耳で楽しむ声優WEEK」にて、2022年8月8日から14日にかけて、アプリ内でしか見ることのできない声優がボイスを担当した動画を、各作品の読み終わりで毎日それぞれ1本ずつ公開した。前述の企画後、2022年9月10日にLINEマンガの公式Twitterにて公開のボイスコミックPVにも同役で声優が出演した。

### 声の出演（厳選ボイス）
- 神田俊：西山宏太朗
- 五十嵐悠：江口拓也

## ゲーム
原作漫画を元に、LINEのグループ会社で韓国のゲーム開発会社であるLINE Studioが、モバイル端末向けパズルゲーム『女神降臨: マッチ3パズル』を2023年3月20日に提供開始。

## アニメ
原作漫画をもとにしたアニメが2024年8月7日よりCrunchyrollにて独占配信されている。

## 日本映画
前後編の日本映画として『女神降臨 Before 高校デビュー編』（めがみこうりん ビフォア こうこうデビューへん）が2025年3月20日に、『女神降臨 After プロポーズ編』（めがみこうりん アフター プロポーズへん）が同年5月1日にそれぞれ公開。監督は星野和成、主演はKōki,。

### キャスト（日本映画）
Before 高校デビュー編
- 谷川麗奈：Kōki,
- 神田俊：渡邊圭祐
- 五十嵐悠：綱啓永
- 川島愛美：菅井友香
- 真島望帆：美山加恋
- 隈原藍里：深尾あむ
- 五十嵐りん：瀬名くれあ
- 谷川麗美：丸山礼
- 谷川麗央：大倉空人
- 谷川真奈：石野真子
- 谷川寿史：宮崎吐夢
- 神田沙織：片岡礼子
- 五十嵐総一郎：大和田伸也
- 葉山楓：宮世琉弥
- セレーナ：鈴木えみ
- 神田隆雄：津田健次郎
- 依田茂通：佐藤二朗

After プロポーズ編
- 谷川麗奈：Kōki,
- 神田俊：渡邊圭祐
- 五十嵐悠：綱啓永
- 川島愛美：菅井友香
- 真島望帆：美山加恋
- 隈原藍里：深尾あむ
- 木島雄星：堀夏喜（FANTASTICS）
- 悠のマネージャー：菅野莉央
- 倉田夢乃：十文字陽菜
- 谷川麗美：丸山礼
- 谷川麗央：大倉空人
- 谷川真奈：石野真子
- 谷川寿史：宮崎吐夢
- 鏑木瑠璃子：筒井真理子
- 葉山楓：宮世琉弥
- セレーナ：鈴木えみ
- 神田隆雄：津田健次郎
- 依田茂通：佐藤二朗

### スタッフ（日本映画）
- 原作：yaongyi『女神降臨』（「LINEマンガ」連載）
- 監督：星野和成
- 脚本：鈴木すみれ[44]
- 音楽：Justin Frieden[52][53]
- 主題歌：Kucci「ときめき」（エピックレコードジャパン）[48][54]
- 劇中歌：五十嵐悠 starring 綱啓永「特別なんて」[55]
- 製作：桑原勇蔵、門屋大輔、金信培、松本拓也、桑原佳子、弓矢政法[52][53]
- 製作統括：佐藤貴博[52][53]
- エグゼクティブプロデューサー：飯沼伸之[52][53]
- プロデューサー：古林茉莉、後藤博幸[52][53]
- 撮影：神田創[52][53]
- 照明：丸山和志[52][53]
- 録音：郡弘道[52][53]
- 美術：石井哲也、丸尾知行[52][53]
- スタイリスト：宮本茉莉[52][53]
- ヘアメイク：荒木美穂[52][53]
- 編集：松尾浩[52][53]
- 選曲：藤村義孝[52][53]
- 音響効果：壁谷貴弘[52][53]
- VFXスーパーバイザー：朝海清史[52][53]
- 記録：手島優子[52][53]
- 助監督：片島章三、吉田尅隻[52][53]
- 制作担当：竹井政章[52][53]
- ラインプロデューサー：八木欣也[52][53]
- 宣伝プロデューサー：森島奈津子、江上智彦[52][53]
- 配給：ソニー・ピクチャーズ エンタテインメント[52][53]
- 制作プロダクション：NJ creation[52][53]
- 製作幹事：日本テレビ放送網[52][53]
- 製作：映画「女神降臨」製作委員会（日本テレビ放送網、ソニー・ピクチャーズ エンタテインメント、LINE Digital Frontier、読売テレビ放送、VAP、ジェイアール東日本企画、札幌テレビ放送、宮城テレビ放送、静岡第一テレビ、中京テレビ放送、広島テレビ放送、福岡放送）[52][53]

### 評価（日本映画）
Before 高校デビュー編
全国311館で公開され、主演のKōki,が『世界の果てまでイッテQ!』（日本テレビ）などのバラエティ番組に出演するなど広く宣伝が行われたものの、公開後4日間の観客動員数は約6万人、興行収入は約8,000万円、興行通信社の「週末観客動員数TOP10」3月21日 - 23日分のランキングで第9位と伸び悩んだ。
After プロポーズ編
興行通信社の「週末観客動員数TOP10」5月2日 - 4日分のランキングに、本作の姿はなかった。